# Časlav Grubić
Časlav Grubić (serbisch-kyrillisch Часлав Грубић; * 20. Juni 1952 in Niš, SFR Jugoslawien) ist ein ehemaliger jugoslawisch-serbischer Handballspieler und Handballtrainer.

## Karriere

### Verein
Časlav Grubić lernte das Handballspielen bei Vulkan Niš. In seiner Heimatstadt spielte der 1,88 m große mittlere Rückraumspieler später für RK Železničar Niš. Mit RK Partizan Belgrad stieg er 1973 aus der jugoslawischen Bundesliga ab. Wieder bei Železničar gewann er 1977 und 1982 den jugoslawischen Pokal. Im Europapokal der Pokalsieger 1977/78 unterlag er im Endspiel dem deutschen VfL Gummersbach mit 13:15. In der Saison 1983/84 lief er an der Seite seines Landsmannes Radivoje Krivokapić in der ersten spanischen Liga für Tecnisa Alicante auf. Anschließend spielte er erneut für Niš und gewann 1985 zum dritten Mal den heimischen Pokal. Die letzten beiden Jahre seiner Karriere stand er beim spanischen Verein Elgorriaga Bidasoa in Irún unter Vertrag. Dort wurde er 1987 spanischer Meister.

### Nationalmannschaft
Mit der jugoslawischen Nationalmannschaft belegte Grubić bei der Weltmeisterschaft 1978 den fünften Platz. Bei der Weltmeisterschaft 1982 gewann er mit dem Team die Silbermedaille, vier Jahre später bei der Weltmeisterschaft 1986 die Goldmedaille. Er bestritt 85 Länderspiele, in denen er 122 Tore erzielte.

### Trainer
Bei der Europameisterschaft 2018 war er Assistent von Jovica Cvetković bei der serbischen Männer-Handballnationalmannschaft.

## Privates
Grubić ist Diplom-Maschinenbau-Ingenieur.